# Carl Mentzel
Carl Mentzel (geb. vor 1839; gest. nach 1869) war ein deutscher Landschaftsmaler, Lithograf und Zeichenlehrer. Er „läßt sich in Hannover von 1839 bis 1869 nachweisen“.

## Leben
Laut dem Adressbuch der Königlichen Residenzstadt Hannover von 1866 wohnte der als Zeichenlehrer tätige Carl Mentzel in der Straße Heckengang 2 im Parterre.
Das Historische Museum am Hohen Ufer besitzt eine Lithografie von Mentzel, die unter dem Titel Das Steintor in schwarz-weiß in dem Bildband Alt-Hannover ... wiedergegeben und beschrieben ist und von dem ehemaligen Museumsdirektor Helmut Plath am Ende des Bandes erläutert wurde.

## Werke (Auswahl)
- um 1835: Das Steintor, Lithografie